# 2008年北京オリンピックのハンドボール競技・アジア予選
2008年北京オリンピックのハンドボール競技・アジア予選（2008ねんペキンオリンピックのハンドボールきょうぎ・アジアよせん）は、北京オリンピックのアジア代表国を決定、および北京オリンピックIHF世界最終予選のアジア代表国を決定する大会。
尚、ここでは2008年1月に行われた「再試合」についても本稿で詳述する。

## 男子大会

### 概要
2007年9月1日から9月6日にかけて愛知県豊田市のスカイホール豊田にて開催された。
1回戦総当たりのリーグ戦を行い、優勝チームがオリンピック出場国、準優勝チームが北京オリンピックIHF世界最終予選出場国となる。

#### 出場国
- 日本 （開催国）
- 韓国
- クウェート
- カタール
- アラブ首長国連邦

| 順位 | 国               | クウェートの旗 | 大韓民国の旗 | 日本の旗 | カタールの旗 | アラブ首長国連邦の旗 | 勝 | 分 | 負 | 得  | 失  | 差  | 勝点 |
| ---- | ---------------- | -------------- | ------------ | -------- | ------------ | -------------------- | -- | -- | -- | --- | --- | --- | ---- |
| 1    | クウェート       | -              | ○28-20       | ○29-27   | ○29-23       | ○37-26               | 4  | 0  | 0  | 123 | 96  | 27  | 8    |
| 2    | 韓国             | ●20-38         | -            | ○30-25   | ○35-14       | ○35-25               | 3  | 0  | 1  | 120 | 92  | 28  | 6    |
| 3    | 日本             | ●27-29         | ●25-30       | -        | ○36-25       | ○33-28               | 2  | 0  | 2  | 121 | 112 | 9   | 4    |
| 4    | カタール         | ●23-29         | ●14-35       | ●25-36   | -            | ○33-28               | 1  | 0  | 3  | 95  | 128 | -33 | 2    |
| 5    | アラブ首長国連邦 | ●26-37         | ●35-35       | ●28-33   | ●28-33       | -                    | 0  | 0  | 4  | 107 | 138 | -31 | 0    |

※この試合結果は、”中東の笛”による採点疑惑を呼び、国際ハンドボール連盟が試合結果は無効と判断、後に2008年1月30日にアジア予選の再選（下記に起稿）を行うきっかけとなった（その後、スポーツ仲裁裁判所の判決により、この試合の結果は正式に無効との判断が下った）。
9月1日
| 開始時間 | チーム | 得点 | 前半  | 後半  | 得点 | チーム           |
| -------- | ------ | ---- | ----- | ----- | ---- | ---------------- |
| 13:00    | 韓国   | 20   | 6-15  | 14-15 | 28   | クウェート       |
| 15:00    | 日本   | 33   | 18-13 | 15-15 | 28   | アラブ首長国連邦 |

9月2日
| 開始時間 | チーム           | 得点 | 前半  | 後半  | 得点 | チーム   |
| -------- | ---------------- | ---- | ----- | ----- | ---- | -------- |
| 17:00    | アラブ首長国連邦 | 33   | 16-15 | 17-13 | 28   | カタール |

9月3日
| 開始時間 | チーム | 得点 | 前半  | 後半  | 得点 | チーム     |
| -------- | ------ | ---- | ----- | ----- | ---- | ---------- |
| 17:00    | 韓国   | 35   | 19-5  | 16-9  | 14   | カタール   |
| 19:00    | 日本   | 27   | 15-15 | 12-14 | 29   | クウェート |

9月4日
| 開始時間 | チーム           | 得点 | 前半 | 後半  | 得点 | チーム     |
| -------- | ---------------- | ---- | ---- | ----- | ---- | ---------- |
| 17:00    | アラブ首長国連邦 | 26   | 8-17 | 18-20 | 37   | クウェート |

9月5日
| 開始時間 | チーム | 得点 | 前半  | 後半  | 得点 | チーム           |
| -------- | ------ | ---- | ----- | ----- | ---- | ---------------- |
| 14:00    | 韓国   | 35   | 18-10 | 17-15 | 25   | アラブ首長国連邦 |
| 16:00    | 日本   | 36   | 21-12 | 14-13 | 25   | カタール         |

※ 韓国×アラブ首長国連邦の試合開始時間は、当初18:00からであったが、8月14日に14:00に変更となった。
9月6日
| 開始時間 | チーム     | 得点 | 前半  | 後半  | 得点 | チーム   |
| -------- | ---------- | ---- | ----- | ----- | ---- | -------- |
| 14:00    | クウェート | 29   | 17-12 | 12-11 | 23   | カタール |
| 16:00    | 韓国       | 30   | 15-12 | 15-13 | 25   | 日本     |

## 女子大会

### 概要
2007年8月25日から8月28日にかけてアルマトイ（カザフスタン）にて開催された。
1回戦総当たりのリーグ戦を行い、優勝チームがオリンピック出場国、2位・3位のチームが北京オリンピックIHF世界最終予選出場国となる。

#### 出場国
- カザフスタン ※開催国
- 日本
- 韓国
- カタール

| 順位 | 国           | カザフスタンの旗 | 大韓民国の旗 | 日本の旗 | カタールの旗 | 勝 | 分 | 負 | 得  | 失  | 差  | 勝点 |
| ---- | ------------ | ---------------- | ------------ | -------- | ------------ | -- | -- | -- | --- | --- | --- | ---- |
| 1    | カザフスタン | -                | ●31-32       | ○28-22   | ○44-14       | 2  | 0  | 1  | 103 | 68  | 35  | 4    |
| 2    | 韓国         | ○32-31           | -            | ●29-30   | ○45-17       | 2  | 0  | 1  | 106 | 78  | 28  | 4    |
| 3    | 日本         | ●22-28           | ○30-29       | -        | ○49-10       | 2  | 0  | 1  | 101 | 67  | 34  | 4    |
| 4    | カタール     | ●14-44           | ●17-45       | ●10-49   | -            | 0  | 0  | 3  | 41  | 138 | -97 | 0    |

尚、カザフスタン、韓国、日本は2勝1敗（勝ち点4）で並んだが、3チーム間の試合における得失点差により、上記順位が確定。3チームによる得失点差は、以下の通り。
| 順位 | 国           | カザフスタンの旗 | 大韓民国の旗 | 日本の旗 | 得 | 失 | 差 |
| ---- | ------------ | ---------------- | ------------ | -------- | -- | -- | -- |
| 1    | カザフスタン | -                | ●31-32       | ○28-22   | 59 | 54 | 5  |
| 2    | 韓国         | ○32-31           | -            | ●29-30   | 61 | 61 | 0  |
| 3    | 日本         | ●22-28           | ○30-29       | -        | 52 | 57 | -5 |

※この試合の後、男子の試合結果無効と判断に伴い、女子もアジア予選の再選が行われたが、スポーツ仲裁裁判所の判決により、この結果が有効、再選の試合結果は正式に無効となった。よって、カザフスタンが北京オリンピック出場国、韓国と日本が世界最終予選出場国となった。
8月25日
| 開始時間 | チーム       | 得点 | 前半  | 後半  | 得点 | チーム   |
| -------- | ------------ | ---- | ----- | ----- | ---- | -------- |
| 15:00    | カザフスタン | 44   | 20-9  | 22-5  | 14   | カタール |
| 17:00    | 韓国         | 29   | 14-13 | 15-17 | 30   | 日本     |

8月27日
| 開始時間 | チーム       | 得点 | 前半  | 後半 | 得点 | チーム   |
| -------- | ------------ | ---- | ----- | ---- | ---- | -------- |
| 15:00    | 韓国         | 45   | 20-10 | 25-7 | 17   | カタール |
| 17:00    | カザフスタン | 28   | 14-15 | 14-7 | 22   | 日本     |

8月29日
| 開始時間 | チーム | 得点 | 前半  | 後半  | 得点 | チーム       |
| -------- | ------ | ---- | ----- | ----- | ---- | ------------ |
| 15:00    | 日本   | 49   | 23-5  | 26-5  | 10   | カタール     |
| 17:00    | 韓国   | 32   | 15-15 | 17-16 | 31   | カザフスタン |

## アジア予選 再試合

### 概要

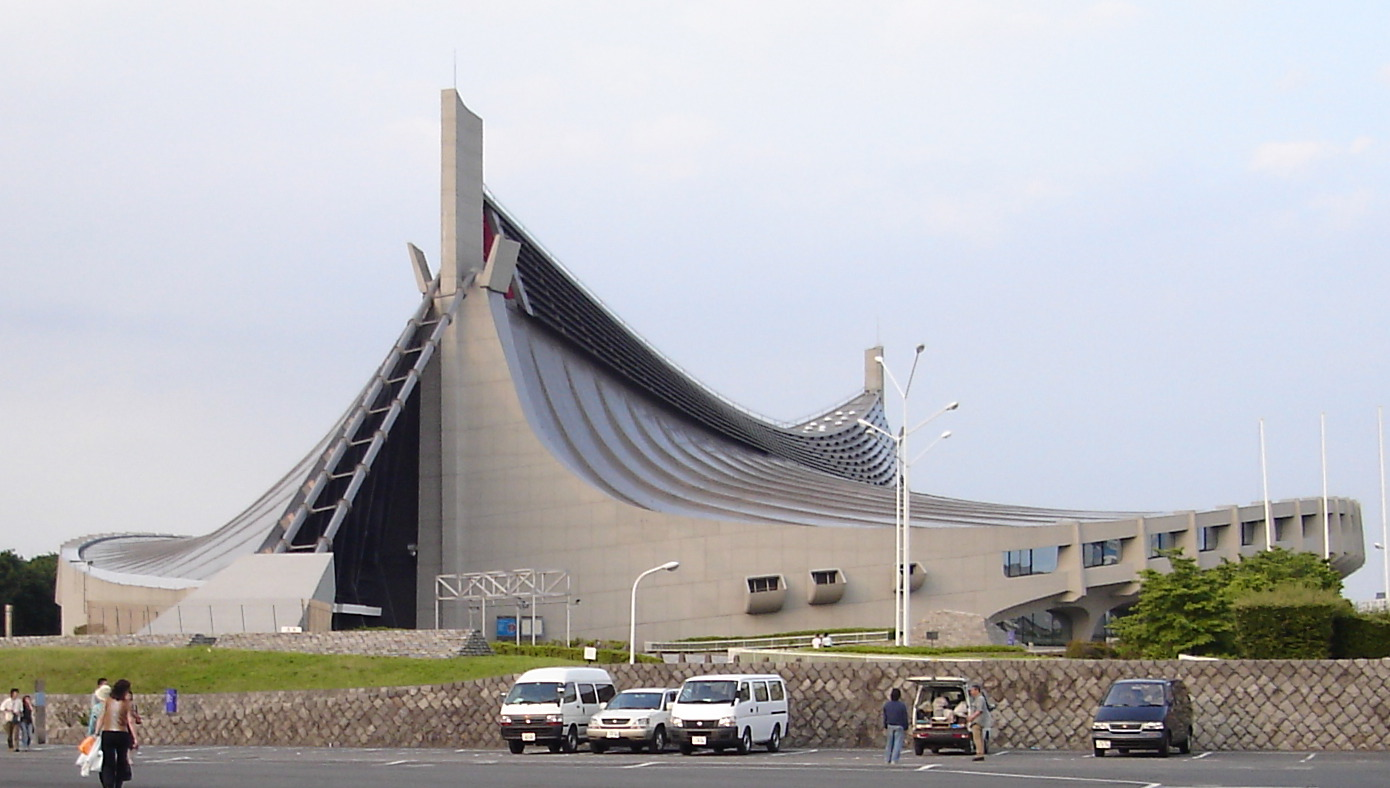
国立代々木第一体育館

先に行われた試合結果に対し、予選第2位の韓国と予選第3位の日本が国際ハンドボール連盟（以下IHFと記載）に「”中東の笛”による、アンフェアな試合であった。」と抗議、日韓共同で要望書を提出（韓国は、不正ジャッジの証拠DVDを作成、IHF全加盟国に配布）、予選の再試合を求めた。

この要望に対し、2007年12月17日にIHFはパリで緊急理事会を開催、先に行われたアジア予選の結果を無効とし、IHF管理下で再試合を行うことを決定した。

これに対しアジアハンドボール連盟（以下AHFと記載）は、12月27日に「やり直す理由が無い。」と再試合を拒否、2008年1月5日には、常任理事国である日本に内緒で緊急常任理事会を開催、「やり直し拒否」の決定、「やり直し予選に参加した国には、再試合後処分を下す」との判断を下した。
このAHFの決定に日本は「IHFはAHFよりも上の組織であり、IHFの決定に従う。」とし、韓国もこれに同調。結局AHFは再試合を認めないまま、1月29日と30日に、日本と韓国によるアジア予選再試合が行われた。

試合会場は、国立代々木競技場第一体育館。
尚この騒動が連日報道されていた為、男子の試合では一般発売された前売り券6000枚が、40分にて完売（当日券も完売）となった。（尚、韓国分が2000枚、協会・スポンサー分が2000枚）

また女子のチケットも、3000枚以上のチケットが売れ、両日とも通常のハンドボールの試合では考えられない観客数を動員した。

この試合開催に際し、同じ1月30日に国立競技場で行われるサッカー日本代表の試合が行われることもあり、日本サッカー協会より「共に戦おう」という意味も込めて「青い応援シート」が寄付された。

### 女子大会
開催日：2008年1月29日
出場国： 日本※開催国、 韓国
| 開始時間 | チーム | 得点 | 前半  | 後半 | 得点 | チーム |
| -------- | ------ | ---- | ----- | ---- | ---- | ------ |
| 19:20    | 日本   | 21   | 12-18 | 9-16 | 34   | 韓国   |

※この試合の結果は、後日スポーツ仲裁裁判所の判決により正式に無効となった。よって、日本、韓国共に世界最終予選出場国となった。

### 男子大会
開催日：2008年1月30日
出場国： 日本※開催国、 韓国
| 開始時間 | チーム | 得点 | 前半  | 後半  | 得点 | チーム |
| -------- | ------ | ---- | ----- | ----- | ---- | ------ |
| 19:20    | 日本   | 25   | 11-14 | 14-14 | 28   | 韓国   |

※この試合の結果は、後日スポーツ仲裁裁判所の判決により正式に有効となり、韓国は北京オリンピック出場、日本は世界最終予選出場国となった。

### 再試合後
AHFは2月5日、クウェート市で常任理事会を開き、AHFが認めていない北京五輪アジア予選やり直しに参加した日本と韓国に警告と罰金1000ドル（約10万8000円）の処分を科すことを決めた。罰金の支払いを条件に、2月17日に開幕する男子アジア選手権（イラン）への出場も認めるとした。

これに対し、日本は「理由のないものは、一銭たりとも出せない」と支払いを拒否、また5日にIHF側も「支払う必要はない」と明言。韓国は4月2日に、「男女共にオリンピック出場が決まり、これ以上AHFとの関係を悪くしたくない」との意向で罰金を支払うと韓国メディアが報道したが、IHFが処分への意向を発表後、4月6日に韓国協会の会長が「支払う意思がない」ことを改めて明言したため、最終的には支払いを拒否した。

これを受けてAHFも予選のやり直しと処分の取消を認めざるを得なくなり、以降は沈黙を保った。
なお、この問題によって日本協会から「日・韓・中および周辺諸国で『東アジア連盟』の設立を推奨する」との意向が発表されたが、現在も設立の動きは無い。